# Georg Reinige
Johann Georg Reinige (* 6. Juni 1798 in Karlsbad; † 2. Januar 1878 in Sachsenberg) war ein deutscher Apotheker und Politiker.
Reinige war der Sohn des Feldarztes Wilhelm Reinige und dessen Ehefrau Magdalene, geborene Teschauer. Er heiratete 1836 Friederike Elisabeth Petrie (* 1811) aus Lippstadt. Reinige wuchs in Neuenkirchen auf und war dort langjährig in der Pharmazie tätig. Nachdem die Regierung 1827 dort eine Tätigkeit als selbstständiger Apotheker abgelehnt hatte, pachtete er 1829 die Apotheke in Sachsenberg, die er 1834 kaufte. 1840 gab er die Apotheke auf und lebte in Lippstadt. 1854 kaufte er erneut die Apotheke in Sachsenberg und verkaufte diese 1857 aus familiären Gründen.
1859 bis 1860 war er Abgeordneter im Landtag des Fürstentums Waldeck-Pyrmont. Er wurde im Wahlkreis Kreis des Eisenbergs gewählt.